# Sleuth hound

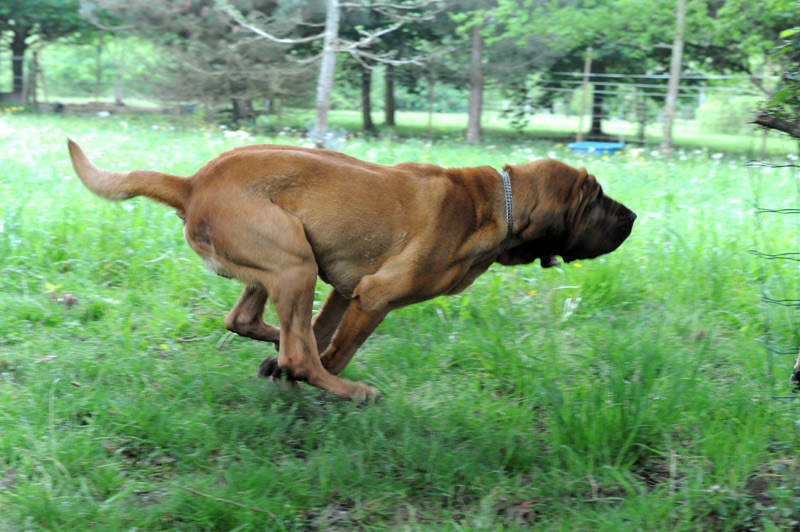
Un moderno Bloodhound in attività

Il cane segugio o sleuth hound ( /s l U θ h aʊ n d /, dal norreno SLOD "track, trail" + hound)  è una razza di cane estinta.
In generale, era un termine scozzese per quello che in Inghilterra veniva chiamato Bloodhound, anche se sembra che ci fossero lievi differenze tra loro.
Era anche indicato come "cane slough" (o "slewe dogge") o come "segugio lento", la prima parola probabilmente rappresentava una pronuncia errata di "slough" piuttosto che un riferimento alla velocità del cane.
La prima descrizione del segugio è in The history and croniklis of Scotland 1536, una traduzione di John Bellenden di un testo latino di Hector Boece, Historia Gentis Scotorum (History of the Scottish People), originariamente pubblicata nel 1526. Il segugio è descritto come uno dei tre tipi di cane unici in Scozia. Si dice che sia rosso o nero con piccole macchie. La sua qualità speciale è il suo meraviglioso potere olfattivo e la determinazione nel perseguire i ladri (conosciuti come Border Reivers).
La legge dei confini tra Scozia e Inghilterra richiedeva che colui che negasse l'ingresso al segugio quando era alla ricerca di merce rubata fosse ritenuto complice del furto.
Probabilmente dal 1700 circa, ogni differenza tra i due tipi di cani scomparve. "Bloodhound" diventa il termine abituale anche nelle fonti scozzesi, come Sir Walter Scott. Il termine scozzese sopravvive nel suo uso metaforico dall'inizio del XIX secolo come detective, ora solitamente abbreviato in investigatore.